# 池田川助枩
池田川 助枩（いけだがわ すけまつ、1900年8月11日 - 1966年5月19日）は、富山県中新川郡立山町出身で立浪部屋に所属した力士。本名は丸山 助松（まるやま すけまつ）。身長168cm、体重101kg。最高位は西前頭4枚目。得意手は左四つ、投げ、押し。

## 経歴
同郷の師匠である4代立浪を頼って入門。1919年5月場所に初土俵、1924年1月場所に十両昇進。1925年5月場所に入幕し、1931年10月場所限りで廃業した。仕切り前に首を振る癖があり、相撲ぶりも敢闘タイプであった。168cmの小柄な体格を力いっぱい使い、左四つからの投げ、押しを得意とした。1930年3月場所には幕尻となる西前頭15枚目で9勝2敗の好成績。春秋園事件で大量の脱退力士が出る中、師匠の立浪が愛弟子の脱退を防ぐべく目を光らせていたが、池田川は「よしお前らはオレたちが電話かけるまで待っていろ」と言い残したきり同部屋の双葉山や旭川、大ノ濱を残して名古屋へ出かけ、そのまま相撲協会を脱退した。

## 主な成績
- 通算成績：138勝159敗3休3分 勝率.465
- 幕内成績：57勝95敗1休1分 勝率.375
- 現役在位：36場所
- 幕内在位：14場所

### 場所別成績
| 1919年 （大正8年） | （前相撲）           | x                 | 新序 0–2            | x                      |
| 1920年 （大正9年） | 西序ノ口15枚目 3–2   | x                 | 東序二段44枚目 3–2  | x                      |
| 1921年 （大正10年） | 西序二段13枚目 2–3   | x                 | 東序二段16枚目 4–1  | x                      |
| 1922年 （大正11年） | 西三段目33枚目 3–2   | x                 | 東三段目8枚目 5–0   | x                      |
| 1923年 （大正12年） | 東幕下26枚目 7–2     | x                 | 東幕下6枚目 4–1 1分 | x                      |
| 1924年 （大正13年） | 西十両10枚目 2–3     | x                 | 西十両14枚目 4–2    | x                      |
| 1925年 （大正14年） | 西十両4枚目 6–0 1分  | x                 | 東前頭15枚目 5–6    | x                      |
| 1926年 （大正15年） | 東前頭12枚目 3–7 1分 | x                 | 西十両筆頭 5–3      | x                      |
| 1927年 （昭和2年） | 東十両筆頭 8–2       | 東十両筆頭 5–4    | 東前頭10枚目 6–5    | 西前頭15枚目 4–7       |
| 1928年 （昭和3年） | 西前頭4枚目 2–9      | 東前頭12枚目 7–4  | 東前頭11枚目 4–7    | 東前頭11枚目 4–7       |
| 1929年 （昭和4年） | 西前頭9枚目 3–8      | 西前頭9枚目 1–9–1 | 西前頭13枚目 4–7    | 西前頭13枚目 4–7       |
| 1930年 （昭和5年） | 西前頭15枚目 1–10    | 西前頭15枚目 9–2  | 西十両2枚目 4–7     | 西十両2枚目 4–7        |
| 1931年 （昭和6年） | 東十両6枚目 4–7      | 東十両6枚目 3–8   | 東十両10枚目 5–6    | 十両10枚目 引退 0–0–11 |
| 各欄の数字は、「勝ち-負け-休場」を示す。 優勝 引退 休場 十両 幕下 三賞：敢=敢闘賞、殊=殊勲賞、技=技能賞 その他：★=金星 番付階級：幕内 - 十両 - 幕下 - 三段目 - 序二段 - 序ノ口 幕内序列：横綱 - 大関 - 関脇 - 小結 - 前頭（「#数字」は各位内の序列） |                      |                   |                     |                        |

## 改名歴
- 池田川 助枩（いけだがわ すけまつ）1919年5月場所 - 1931年10月場所